# Wąbrzeźno
Wąbrzeźno (uttalas [vɔmˈbʐɛʑnɔ, tyska Briesen) är en stad i Kujavien-Pommerns vojvodskap i Polen. Staden har en yta på 8,53 km2, och den hade 13 925 invånare år 2014.